# Дружикова
Дружикова (пол. Drużykowa) — село в Польщі, у гміні Щекоцини Заверцянського повіту Сілезького воєводства.
Населення — 314 осіб (2011).
У 1975-1998 роках село належало до Ченстоховського воєводства.

## Демографія
Демографічна структура станом на 31 березня 2011 року:
|          | Загалом | Допрацездатний вік | Працездатний вік | Постпрацездатний вік |
| -------- | ------- | ------------------ | ---------------- | -------------------- |
| Чоловіки | 164     | 21                 | 104              | 39                   |
| Жінки    | 150     | 21                 | 59               | 70                   |
| Разом    | 314     | 42                 | 163              | 109                  |